# GMA News TV
GMA News TV è un canale internazionale filippino, proprietà della GMA Network Inc. È stato lanciato il 28 febbraio 2011 come canale nazionale, in sostituzione di QTV/Q. Il canale funziona tutti i giorni dalle 6:00 alle 24:00. È disponibile anche al di fuori delle Filippine tramite GMA News TV International. 
Il canale è stato chiuso il 21 febbraio 2021 come controparte nazionale, è stato sostituito da GTV. Il marchio GMA News TV era ancora utilizzato come canale internazionale.